# Романа
Романа (итал. Romana) — коммуна в Италии, располагается в регионе Сардиния, в провинции Сассари.
Население составляет 619 человек (2008 г.), плотность населения составляет 29 чел./км². Занимает площадь 22 км². Почтовый индекс — 7010. Телефонный код — 079.
В коммуне особо почитается Пресвятая Богородица (Madonna degli Angeli), празднование 2 августа.

## Демография
Динамика населения:

## Администрация коммуны
- Официальный сайт: http://www.comune.romana.ss.it/